# Щедров, Гавриил Павлович
Гавриил Павлович Щедров (25 марта 1905, село Ингуло-Каменка — 18 ноября 1973, Ставропольский край) — командир отделения саперного взвода 1133-го стрелкового полка старшина — на момент представления к награждению орденом Славы 1-й степени.

## Биография
Родился 25 марта 1905 года в селе Ингуло-Каменка (ныне — Кропивницкого района, Кировоградская область, Украина). Украинец. Окончил 7 классов. Работал в колхозе «Политотделец».
В Красной Армии с августа 1941 года. В боях Великой Отечественной войны с октября того же года. Стал сапёром. Участвовал в боях на Северном Кавказе, освобождал Крым.
3 марта 1944 года в районе города Керчь сапер 1133-го стрелкового полка красноармеец Щедров проделал проход в минном поле и проволочном заграждении противника, произвел разведку его переднего края.
Приказом от 23 марта 1944 года красноармеец Щедров Гавриил Павлович награждён орденом Славы 3-й степени.
После освобождения Крыма дивизия была переброшена на 1-й Украинский фронт. Сержант Щедров был уже командиром саперного отделения.
13 января 1945 года в районе населенного пункта Анджеюв и 14 января в районе населенного пункта Цепелюв командир отделения саперного взвода сержант Щедров устроил проходы в проволочных заграждениях и минных полях, обеспечив прорыв обороны противника на данных участках.
Приказом от 18 февраля 1945 года сержант Щедров Гавриил Павлович награждён орденом Славы 2-й степени.
9-13 апреля 1945 года при форсировании реки Одер самоотверженно осуществлял переправу подразделений, боеприпасов, техники. В ночь на 16 апреля на левом берегу реки в 2 км южнее города Франкфурт Щедров в составе группы проделал проходы в минных полях и проволочных заграждениях противника, обезвредив свыше 30 мин.
Указом Президиума Верховного Совета СССР от 15 мая 1946 года за исключительное мужество, отвагу и бесстрашие, проявленные на заключительном этапе Великой Отечественной войны в боях с вражескими захватчиками гвардии сержант Щедров Гавриил Павлович награждён орденом Славы 1-й степени. Стал полным кавалером ордена Славы.
В 1945 году был демобилизован. Вернулся домой. Жил в станице Новопавловская Ставропольского края, затем в поселке Аютинский города Шахты Ростовской области. Работал в Аютинском шахтоуправлении. Скончался 18 ноября 1973 года.
Награждён орденом Отечественной войны 2-й степени, Славы 3-х степеней медалями.